# Asz-Szubaki
Asz-Szubaki (arab. الشبكي) – wieś w Syrii, w muhafazie As-Suwajda. W 2004 roku liczyła 755 mieszkańców.